# Liste des communes du Finistère
Pour les autres listes de communes françaises, voir Listes des communes de France.
| - Le Finistère en France métropolitaine. - Carte des communes du Finistère. |

Cette page liste les 277 communes du département français du Finistère au 1er janvier 2025.

## Liste des communes
Le tableau suivant donne la liste des communes au 1er janvier 2025, en précisant leur code Insee, leur code postal principal, leur arrondissement, leur canton, leur intercommunalité, leur superficie, leur population et leur densité, d'après les chiffres de l'Insee issus du recensement 2022,.
| Nom                         | Code Insee | Code postal | Arrondissement | Canton                                  | Intercommunalité                         | Superficie (km2) | Population (dernière pop. légale) | Densité (hab./km2) | Modifier                                    |
| --------------------------- | ---------- | ----------- | -------------- | --------------------------------------- | ---------------------------------------- | ---------------- | --------------------------------- | ------------------ | ------------------------------------------- |
| Quimper (préfecture)        | 29232      | 29000       | Quimper        | Quimper-1 Quimper-2                     | CA Quimper Bretagne occidentale          | 84,45            | 64 530 (2022)                     | 764                | modifier les données · modifier les données |
| Argol                       | 29001      | 29560       | Châteaulin     | Crozon                                  | CC Presqu'île de Crozon-Aulne maritime   | 31,73            | 1 043 (2022)                      | 33                 | modifier les données · modifier les données |
| Arzano                      | 29002      | 29300       | Quimper        | Quimperlé                               | CA Quimperlé Communauté                  | 34,04            | 1 440 (2022)                      | 42                 | modifier les données · modifier les données |
| Audierne                    | 29003      | 29770       | Quimper        | Douarnenez                              | CC Cap Sizun - Pointe du Raz             | 18,37            | 3 708 (2022)                      | 202                | modifier les données · modifier les données |
| Bannalec                    | 29004      | 29380       | Quimper        | Moëlan-sur-Mer                          | CA Quimperlé Communauté                  | 77,51            | 5 707 (2022)                      | 74                 | modifier les données · modifier les données |
| Baye                        | 29005      | 29300       | Quimper        | Quimperlé                               | CA Quimperlé Communauté                  | 7,29             | 1 363 (2022)                      | 187                | modifier les données · modifier les données |
| Bénodet                     | 29006      | 29950       | Quimper        | Fouesnant                               | CC du Pays fouesnantais                  | 10,53            | 3 878 (2022)                      | 368                | modifier les données · modifier les données |
| Berrien                     | 29007      | 29690       | Châteaulin     | Carhaix-Plouguer                        | CC Monts d'Arrée Communauté              | 56,42            | 920 (2022)                        | 16                 | modifier les données · modifier les données |
| Beuzec-Cap-Sizun            | 29008      | 29790       | Quimper        | Douarnenez                              | CC Cap Sizun - Pointe du Raz             | 34,54            | 1 018 (2022)                      | 29                 | modifier les données · modifier les données |
| Bodilis                     | 29010      | 29400       | Morlaix        | Landivisiau                             | CC du Pays de Landivisiau                | 20,08            | 1 700 (2022)                      | 85                 | modifier les données · modifier les données |
| Bohars                      | 29011      | 29820       | Brest          | Brest-4                                 | Brest Métropole                          | 7,27             | 3 671 (2022)                      | 505                | modifier les données · modifier les données |
| Bolazec                     | 29012      | 29640       | Châteaulin     | Carhaix-Plouguer                        | CC Monts d'Arrée Communauté              | 17,47            | 172 (2022)                        | 9,8                | modifier les données · modifier les données |
| Botmeur                     | 29013      | 29690       | Châteaulin     | Carhaix-Plouguer                        | CC Monts d'Arrée Communauté              | 13,62            | 227 (2022)                        | 17                 | modifier les données · modifier les données |
| Botsorhel                   | 29014      | 29650       | Morlaix        | Plouigneau                              | CA Morlaix Communauté                    | 25,64            | 428 (2022)                        | 17                 | modifier les données · modifier les données |
| Bourg-Blanc                 | 29015      | 29860       | Brest          | Plabennec                               | CC du pays des Abers                     | 28,31            | 3 544 (2022)                      | 125                | modifier les données · modifier les données |
| Brasparts                   | 29016      | 29190       | Châteaulin     | Carhaix-Plouguer                        | CC Monts d'Arrée Communauté              | 46,69            | 1 055 (2022)                      | 23                 | modifier les données · modifier les données |
| Brélès                      | 29017      | 29810       | Brest          | Saint-Renan                             | CC Pays d'Iroise Communauté              | 14,06            | 867 (2022)                        | 62                 | modifier les données · modifier les données |
| Brennilis                   | 29018      | 29690       | Châteaulin     | Carhaix-Plouguer                        | CC Monts d'Arrée Communauté              | 18,69            | 447 (2022)                        | 24                 | modifier les données · modifier les données |
| Brest                       | 29019      | 29200       | Brest          | Brest-1 Brest-2 Brest-3 Brest-4 Brest-5 | Brest Métropole                          | 49,51            | 140 993 (2022)                    | 2 848              | modifier les données · modifier les données |
| Briec                       | 29020      | 29510       | Quimper        | Briec                                   | CA Quimper Bretagne occidentale          | 67,87            | 5 815 (2022)                      | 86                 | modifier les données · modifier les données |
| Camaret-sur-Mer             | 29022      | 29570       | Châteaulin     | Crozon                                  | CC Presqu'île de Crozon-Aulne maritime   | 11,64            | 2 448 (2022)                      | 210                | modifier les données · modifier les données |
| Carantec                    | 29023      | 29660       | Morlaix        | Morlaix                                 | CA Morlaix Communauté                    | 9,02             | 3 261 (2022)                      | 362                | modifier les données · modifier les données |
| Carhaix-Plouguer            | 29024      | 29270       | Châteaulin     | Carhaix-Plouguer                        | CC Poher communauté                      | 25,81            | 7 326 (2022)                      | 284                | modifier les données · modifier les données |
| Cast                        | 29025      | 29150       | Châteaulin     | Crozon                                  | CC de Pleyben-Châteaulin-Porzay          | 37,66            | 1 557 (2022)                      | 41                 | modifier les données · modifier les données |
| Châteaulin                  | 29026      | 29150       | Châteaulin     | Crozon                                  | CC de Pleyben-Châteaulin-Porzay          | 20,81            | 5 106 (2022)                      | 245                | modifier les données · modifier les données |
| Châteauneuf-du-Faou         | 29027      | 29520       | Châteaulin     | Briec                                   | CC de Haute Cornouaille                  | 42,58            | 3 646 (2022)                      | 86                 | modifier les données · modifier les données |
| Cléden-Cap-Sizun            | 29028      | 29770       | Quimper        | Douarnenez                              | CC Cap Sizun - Pointe du Raz             | 19,08            | 912 (2022)                        | 48                 | modifier les données · modifier les données |
| Cléden-Poher                | 29029      | 29270       | Châteaulin     | Carhaix-Plouguer                        | CC Poher communauté                      | 29,81            | 1 135 (2022)                      | 38                 | modifier les données · modifier les données |
| Cléder                      | 29030      | 29233       | Morlaix        | Saint-Pol-de-Léon                       | CC Haut-Léon Communauté                  | 37,44            | 3 582 (2022)                      | 96                 | modifier les données · modifier les données |
| Clohars-Carnoët             | 29031      | 29360       | Quimper        | Quimperlé                               | CA Quimperlé Communauté                  | 34,83            | 4 701 (2022)                      | 135                | modifier les données · modifier les données |
| Clohars-Fouesnant           | 29032      | 29950       | Quimper        | Fouesnant                               | CC du Pays fouesnantais                  | 13,02            | 2 152 (2022)                      | 165                | modifier les données · modifier les données |
| Le Cloître-Pleyben          | 29033      | 29190       | Châteaulin     | Briec                                   | CC de Pleyben-Châteaulin-Porzay          | 20,42            | 508 (2022)                        | 25                 | modifier les données · modifier les données |
| Le Cloître-Saint-Thégonnec  | 29034      | 29410       | Morlaix        | Plouigneau                              | CA Morlaix Communauté                    | 28,48            | 644 (2022)                        | 23                 | modifier les données · modifier les données |
| Coat-Méal                   | 29035      | 29870       | Brest          | Plabennec                               | CC du pays des Abers                     | 10,82            | 1 135 (2022)                      | 105                | modifier les données · modifier les données |
| Collorec                    | 29036      | 29530       | Châteaulin     | Carhaix-Plouguer                        | CC de Haute Cornouaille                  | 28,39            | 592 (2022)                        | 21                 | modifier les données · modifier les données |
| Combrit                     | 29037      | 29120       | Quimper        | Plonéour-Lanvern                        | CC du Pays Bigouden Sud                  | 24,13            | 4 271 (2022)                      | 177                | modifier les données · modifier les données |
| Commana                     | 29038      | 29450       | Morlaix        | Landivisiau                             | CC du Pays de Landivisiau                | 39,90            | 994 (2022)                        | 25                 | modifier les données · modifier les données |
| Concarneau                  | 29039      | 29900       | Quimper        | Concarneau                              | CA Concarneau Cornouaille Agglomération  | 41,08            | 20 632 (2022)                     | 502                | modifier les données · modifier les données |
| Confort-Meilars             | 29145      | 29790       | Quimper        | Douarnenez                              | CC Cap Sizun - Pointe du Raz             | 14,68            | 860 (2022)                        | 59                 | modifier les données · modifier les données |
| Le Conquet                  | 29040      | 29217       | Brest          | Saint-Renan                             | CC Pays d'Iroise Communauté              | 8,45             | 2 814 (2022)                      | 333                | modifier les données · modifier les données |
| Coray                       | 29041      | 29370       | Châteaulin     | Briec                                   | CC de Haute Cornouaille                  | 31,36            | 1 869 (2022)                      | 60                 | modifier les données · modifier les données |
| Crozon                      | 29042      | 29160       | Châteaulin     | Crozon                                  | CC Presqu'île de Crozon-Aulne maritime   | 80,37            | 7 410 (2022)                      | 92                 | modifier les données · modifier les données |
| Daoulas                     | 29043      | 29460       | Brest          | Pont-de-Buis-lès-Quimerch               | CA du pays de Landerneau-Daoulas         | 5,42             | 1 835 (2022)                      | 339                | modifier les données · modifier les données |
| Dinéault                    | 29044      | 29150       | Châteaulin     | Crozon                                  | CC de Pleyben-Châteaulin-Porzay          | 45,96            | 1 858 (2022)                      | 40                 | modifier les données · modifier les données |
| Dirinon                     | 29045      | 29460       | Brest          | Pont-de-Buis-lès-Quimerch               | CA du pays de Landerneau-Daoulas         | 33,02            | 2 195 (2022)                      | 66                 | modifier les données · modifier les données |
| Douarnenez                  | 29046      | 29100       | Quimper        | Douarnenez                              | CC Douarnenez Communauté                 | 24,94            | 14 188 (2022)                     | 569                | modifier les données · modifier les données |
| Le Drennec                  | 29047      | 29860       | Brest          | Lesneven                                | CC du pays des Abers                     | 9,50             | 1 911 (2022)                      | 201                | modifier les données · modifier les données |
| Edern                       | 29048      | 29510       | Quimper        | Briec                                   | CA Quimper Bretagne occidentale          | 39,98            | 2 199 (2022)                      | 55                 | modifier les données · modifier les données |
| Elliant                     | 29049      | 29370       | Quimper        | Concarneau                              | CA Concarneau Cornouaille Agglomération  | 70,30            | 3 379 (2022)                      | 48                 | modifier les données · modifier les données |
| Ergué-Gabéric               | 29051      | 29500       | Quimper        | Fouesnant                               | CA Quimper Bretagne occidentale          | 39,87            | 8 576 (2022)                      | 215                | modifier les données · modifier les données |
| Le Faou                     | 29053      | 29590       | Châteaulin     | Pont-de-Buis-lès-Quimerch               | CC Presqu'île de Crozon-Aulne maritime   | 11,85            | 1 882 (2022)                      | 159                | modifier les données · modifier les données |
| La Feuillée                 | 29054      | 29690       | Châteaulin     | Carhaix-Plouguer                        | CC Monts d'Arrée Communauté              | 31,55            | 684 (2022)                        | 22                 | modifier les données · modifier les données |
| Le Folgoët                  | 29055      | 29260       | Brest          | Lesneven                                | CC Communauté Lesneven Côte des Légendes | 9,77             | 3 290 (2022)                      | 337                | modifier les données · modifier les données |
| La Forest-Landerneau        | 29056      | 29800       | Brest          | Landerneau                              | CA du pays de Landerneau-Daoulas         | 9,21             | 1 999 (2022)                      | 217                | modifier les données · modifier les données |
| La Forêt-Fouesnant          | 29057      | 29940       | Quimper        | Fouesnant                               | CC du Pays fouesnantais                  | 18,53            | 3 485 (2022)                      | 188                | modifier les données · modifier les données |
| Fouesnant                   | 29058      | 29170       | Quimper        | Fouesnant                               | CC du Pays fouesnantais                  | 32,76            | 10 204 (2022)                     | 311                | modifier les données · modifier les données |
| Garlan                      | 29059      | 29610       | Morlaix        | Plouigneau                              | CA Morlaix Communauté                    | 13,34            | 1 063 (2022)                      | 80                 | modifier les données · modifier les données |
| Gouesnach                   | 29060      | 29950       | Quimper        | Fouesnant                               | CC du Pays fouesnantais                  | 17,07            | 2 765 (2022)                      | 162                | modifier les données · modifier les données |
| Gouesnou                    | 29061      | 29850       | Brest          | Brest-4                                 | Brest Métropole                          | 12,08            | 6 412 (2022)                      | 531                | modifier les données · modifier les données |
| Gouézec                     | 29062      | 29190       | Châteaulin     | Briec                                   | CC de Pleyben-Châteaulin-Porzay          | 30,94            | 1 115 (2022)                      | 36                 | modifier les données · modifier les données |
| Goulien                     | 29063      | 29770       | Quimper        | Douarnenez                              | CC Cap Sizun - Pointe du Raz             | 12,77            | 440 (2022)                        | 34                 | modifier les données · modifier les données |
| Goulven                     | 29064      | 29890       | Brest          | Lesneven                                | CC Communauté Lesneven Côte des Légendes | 6,38             | 439 (2022)                        | 69                 | modifier les données · modifier les données |
| Gourlizon                   | 29065      | 29710       | Quimper        | Plonéour-Lanvern                        | CC du Haut Pays Bigouden                 | 9,91             | 950 (2022)                        | 96                 | modifier les données · modifier les données |
| Guengat                     | 29066      | 29180       | Quimper        | Quimper-1                               | CA Quimper Bretagne occidentale          | 22,72            | 1 836 (2022)                      | 81                 | modifier les données · modifier les données |
| Guerlesquin                 | 29067      | 29650       | Morlaix        | Plouigneau                              | CA Morlaix Communauté                    | 21,83            | 1 259 (2022)                      | 58                 | modifier les données · modifier les données |
| Guiclan                     | 29068      | 29410       | Morlaix        | Landivisiau                             | CC du Pays de Landivisiau                | 42,64            | 2 564 (2022)                      | 60                 | modifier les données · modifier les données |
| Guiler-sur-Goyen            | 29070      | 29710       | Quimper        | Plonéour-Lanvern                        | CC du Haut Pays Bigouden                 | 11,25            | 521 (2022)                        | 46                 | modifier les données · modifier les données |
| Guilers                     | 29069      | 29820       | Brest          | Brest-4                                 | Brest Métropole                          | 18,98            | 8 221 (2022)                      | 433                | modifier les données · modifier les données |
| Guilligomarc'h              | 29071      | 29300       | Quimper        | Quimperlé                               | CA Quimperlé Communauté                  | 22,75            | 804 (2022)                        | 35                 | modifier les données · modifier les données |
| Guilvinec                   | 29072      | 29730       | Quimper        | Pont-l'Abbé                             | CC du Pays Bigouden Sud                  | 2,46             | 2 677 (2022)                      | 1 088              | modifier les données · modifier les données |
| Guimaëc                     | 29073      | 29620       | Morlaix        | Plouigneau                              | CA Morlaix Communauté                    | 18,73            | 966 (2022)                        | 52                 | modifier les données · modifier les données |
| Guimiliau                   | 29074      | 29400       | Morlaix        | Landivisiau                             | CC du Pays de Landivisiau                | 11,22            | 1 000 (2022)                      | 89                 | modifier les données · modifier les données |
| Guipavas                    | 29075      | 29490       | Brest          | Guipavas                                | Brest Métropole                          | 44,13            | 15 401 (2022)                     | 349                | modifier les données · modifier les données |
| Guissény                    | 29077      | 29880       | Brest          | Lesneven                                | CC Communauté Lesneven Côte des Légendes | 25,18            | 1 974 (2022)                      | 78                 | modifier les données · modifier les données |
| Hanvec                      | 29078      | 29460       | Brest          | Pont-de-Buis-lès-Quimerch               | CA du pays de Landerneau-Daoulas         | 59,11            | 2 035 (2022)                      | 34                 | modifier les données · modifier les données |
| Henvic                      | 29079      | 29670       | Morlaix        | Morlaix                                 | CA Morlaix Communauté                    | 9,95             | 1 195 (2022)                      | 120                | modifier les données · modifier les données |
| Hôpital-Camfrout            | 29080      | 29460       | Brest          | Pont-de-Buis-lès-Quimerch               | CA du pays de Landerneau-Daoulas         | 13,16            | 2 220 (2022)                      | 169                | modifier les données · modifier les données |
| Huelgoat                    | 29081      | 29690       | Châteaulin     | Carhaix-Plouguer                        | CC Monts d'Arrée Communauté              | 14,87            | 1 420 (2022)                      | 95                 | modifier les données · modifier les données |
| Île-de-Batz                 | 29082      | 29253       | Morlaix        | Saint-Pol-de-Léon                       | CC Haut-Léon Communauté                  | 3,05             | 457 (2022)                        | 150                | modifier les données · modifier les données |
| Île-de-Sein                 | 29083      | 29990       | Quimper        | Douarnenez                              | -                                        | 0,60             | 280 (2022)                        | 467                | modifier les données · modifier les données |
| Île-Molène                  | 29084      | 29259       | Brest          | Saint-Renan                             | CC Pays d'Iroise Communauté              | 0,75             | 166 (2022)                        | 221                | modifier les données · modifier les données |
| Île-Tudy                    | 29085      | 29980       | Quimper        | Plonéour-Lanvern                        | CC du Pays Bigouden Sud                  | 1,26             | 745 (2022)                        | 591                | modifier les données · modifier les données |
| Irvillac                    | 29086      | 29460       | Brest          | Pont-de-Buis-lès-Quimerch               | CA du pays de Landerneau-Daoulas         | 29,60            | 1 427 (2022)                      | 48                 | modifier les données · modifier les données |
| Le Juch                     | 29087      | 29100       | Quimper        | Douarnenez                              | CC Douarnenez Communauté                 | 14,38            | 753 (2022)                        | 52                 | modifier les données · modifier les données |
| Kergloff                    | 29089      | 29270       | Châteaulin     | Carhaix-Plouguer                        | CC Poher communauté                      | 24,94            | 878 (2022)                        | 35                 | modifier les données · modifier les données |
| Kerlaz                      | 29090      | 29100       | Quimper        | Douarnenez                              | CC Douarnenez Communauté                 | 11,45            | 798 (2022)                        | 70                 | modifier les données · modifier les données |
| Kerlouan                    | 29091      | 29890       | Brest          | Lesneven                                | CC Communauté Lesneven Côte des Légendes | 17,80            | 2 028 (2022)                      | 114                | modifier les données · modifier les données |
| Kernilis                    | 29093      | 29260       | Brest          | Lesneven                                | CC Communauté Lesneven Côte des Légendes | 10,13            | 1 418 (2022)                      | 140                | modifier les données · modifier les données |
| Kernouës                    | 29094      | 29260       | Brest          | Lesneven                                | CC Communauté Lesneven Côte des Légendes | 7,78             | 660 (2022)                        | 85                 | modifier les données · modifier les données |
| Kersaint-Plabennec          | 29095      | 29860       | Brest          | Plabennec                               | CC du pays des Abers                     | 11,95            | 1 537 (2022)                      | 129                | modifier les données · modifier les données |
| Lampaul-Guimiliau           | 29097      | 29400       | Morlaix        | Landivisiau                             | CC du Pays de Landivisiau                | 17,48            | 2 004 (2022)                      | 115                | modifier les données · modifier les données |
| Lampaul-Plouarzel           | 29098      | 29810       | Brest          | Saint-Renan                             | CC Pays d'Iroise Communauté              | 4,04             | 2 176 (2022)                      | 539                | modifier les données · modifier les données |
| Lampaul-Ploudalmézeau       | 29099      | 29830       | Brest          | Plabennec                               | CC Pays d'Iroise Communauté              | 6,35             | 815 (2022)                        | 128                | modifier les données · modifier les données |
| Lanarvily                   | 29100      | 29260       | Brest          | Lesneven                                | CC Communauté Lesneven Côte des Légendes | 5,92             | 406 (2022)                        | 69                 | modifier les données · modifier les données |
| Landéda                     | 29101      | 29870       | Brest          | Plabennec                               | CC du pays des Abers                     | 10,98            | 3 695 (2022)                      | 337                | modifier les données · modifier les données |
| Landeleau                   | 29102      | 29530       | Châteaulin     | Carhaix-Plouguer                        | CC de Haute Cornouaille                  | 30,41            | 982 (2022)                        | 32                 | modifier les données · modifier les données |
| Landerneau                  | 29103      | 29800       | Brest          | Landerneau                              | CA du pays de Landerneau-Daoulas         | 13,19            | 16 327 (2022)                     | 1 238              | modifier les données · modifier les données |
| Landévennec                 | 29104      | 29560       | Châteaulin     | Crozon                                  | CC Presqu'île de Crozon-Aulne maritime   | 13,83            | 335 (2022)                        | 24                 | modifier les données · modifier les données |
| Landivisiau                 | 29105      | 29400       | Morlaix        | Landivisiau                             | CC du Pays de Landivisiau                | 18,99            | 9 197 (2022)                      | 484                | modifier les données · modifier les données |
| Landrévarzec                | 29106      | 29510       | Quimper        | Briec                                   | CA Quimper Bretagne occidentale          | 20,32            | 1 874 (2022)                      | 92                 | modifier les données · modifier les données |
| Landudal                    | 29107      | 29510       | Quimper        | Briec                                   | CA Quimper Bretagne occidentale          | 16,69            | 910 (2022)                        | 55                 | modifier les données · modifier les données |
| Landudec                    | 29108      | 29710       | Quimper        | Plonéour-Lanvern                        | CC du Haut Pays Bigouden                 | 20,56            | 1 477 (2022)                      | 72                 | modifier les données · modifier les données |
| Landunvez                   | 29109      | 29840       | Brest          | Plabennec                               | CC Pays d'Iroise Communauté              | 13,53            | 1 548 (2022)                      | 114                | modifier les données · modifier les données |
| Langolen                    | 29110      | 29510       | Quimper        | Briec                                   | CA Quimper Bretagne occidentale          | 16,92            | 839 (2022)                        | 50                 | modifier les données · modifier les données |
| Lanhouarneau                | 29111      | 29430       | Morlaix        | Saint-Pol-de-Léon                       | CC Haut-Léon Communauté                  | 17,69            | 1 294 (2022)                      | 73                 | modifier les données · modifier les données |
| Lanildut                    | 29112      | 29840       | Brest          | Saint-Renan                             | CC Pays d'Iroise Communauté              | 5,82             | 987 (2022)                        | 170                | modifier les données · modifier les données |
| Lanmeur                     | 29113      | 29620       | Morlaix        | Plouigneau                              | CA Morlaix Communauté                    | 26,47            | 2 367 (2022)                      | 89                 | modifier les données · modifier les données |
| Lannéanou                   | 29114      | 29640       | Morlaix        | Plouigneau                              | CA Morlaix Communauté                    | 16,17            | 341 (2022)                        | 21                 | modifier les données · modifier les données |
| Lannédern                   | 29115      | 29190       | Châteaulin     | Briec                                   | CC de Pleyben-Châteaulin-Porzay          | 12,43            | 321 (2022)                        | 26                 | modifier les données · modifier les données |
| Lanneuffret                 | 29116      | 29400       | Brest          | Landerneau                              | CA du pays de Landerneau-Daoulas         | 2,24             | 150 (2022)                        | 67                 | modifier les données · modifier les données |
| Lannilis                    | 29117      | 29870       | Brest          | Plabennec                               | CC du pays des Abers                     | 23,52            | 5 712 (2022)                      | 243                | modifier les données · modifier les données |
| Lanrivoaré                  | 29119      | 29290       | Brest          | Saint-Renan                             | CC Pays d'Iroise Communauté              | 14,89            | 1 539 (2022)                      | 103                | modifier les données · modifier les données |
| Lanvéoc                     | 29120      | 29160       | Châteaulin     | Crozon                                  | CC Presqu'île de Crozon-Aulne maritime   | 19,21            | 1 951 (2022)                      | 102                | modifier les données · modifier les données |
| Laz                         | 29122      | 29520       | Châteaulin     | Briec                                   | CC de Haute Cornouaille                  | 34,44            | 684 (2022)                        | 20                 | modifier les données · modifier les données |
| Lennon                      | 29123      | 29190       | Châteaulin     | Briec                                   | CC de Pleyben-Châteaulin-Porzay          | 22,94            | 801 (2022)                        | 35                 | modifier les données · modifier les données |
| Lesneven                    | 29124      | 29260       | Brest          | Lesneven                                | CC Communauté Lesneven Côte des Légendes | 10,27            | 7 471 (2022)                      | 727                | modifier les données · modifier les données |
| Leuhan                      | 29125      | 29390       | Châteaulin     | Briec                                   | CC de Haute Cornouaille                  | 32,75            | 836 (2022)                        | 26                 | modifier les données · modifier les données |
| Loc-Brévalaire              | 29126      | 29260       | Brest          | Lesneven                                | CC du pays des Abers                     | 1,67             | 210 (2022)                        | 126                | modifier les données · modifier les données |
| Loc-Eguiner                 | 29128      | 29400       | Morlaix        | Landivisiau                             | CC du Pays de Landivisiau                | 11,90            | 378 (2022)                        | 32                 | modifier les données · modifier les données |
| Locmaria-Plouzané           | 29130      | 29280       | Brest          | Saint-Renan                             | CC Pays d'Iroise Communauté              | 23,16            | 5 160 (2022)                      | 223                | modifier les données · modifier les données |
| Locmélar                    | 29131      | 29400       | Morlaix        | Landivisiau                             | CC du Pays de Landivisiau                | 15,55            | 476 (2022)                        | 31                 | modifier les données · modifier les données |
| Locquénolé                  | 29132      | 29670       | Morlaix        | Morlaix                                 | CA Morlaix Communauté                    | 0,85             | 792 (2022)                        | 932                | modifier les données · modifier les données |
| Locquirec                   | 29133      | 29241       | Morlaix        | Plouigneau                              | CA Morlaix Communauté                    | 5,96             | 1 543 (2022)                      | 259                | modifier les données · modifier les données |
| Locronan                    | 29134      | 29180       | Quimper        | Quimper-1                               | CA Quimper Bretagne occidentale          | 8,08             | 806 (2022)                        | 100                | modifier les données · modifier les données |
| Loctudy                     | 29135      | 29750       | Quimper        | Pont-l'Abbé                             | CC du Pays Bigouden Sud                  | 12,73            | 4 043 (2022)                      | 318                | modifier les données · modifier les données |
| Locunolé                    | 29136      | 29310       | Quimper        | Quimperlé                               | CA Quimperlé Communauté                  | 16,78            | 1 166 (2022)                      | 69                 | modifier les données · modifier les données |
| Logonna-Daoulas             | 29137      | 29460       | Brest          | Pont-de-Buis-lès-Quimerch               | CA du pays de Landerneau-Daoulas         | 12,14            | 2 127 (2022)                      | 175                | modifier les données · modifier les données |
| Lopérec                     | 29139      | 29590       | Châteaulin     | Carhaix-Plouguer                        | CC Monts d'Arrée Communauté              | 39,49            | 832 (2022)                        | 21                 | modifier les données · modifier les données |
| Loperhet                    | 29140      | 29470       | Brest          | Pont-de-Buis-lès-Quimerch               | CA du pays de Landerneau-Daoulas         | 20,31            | 3 952 (2022)                      | 195                | modifier les données · modifier les données |
| Loqueffret                  | 29141      | 29530       | Châteaulin     | Carhaix-Plouguer                        | CC Monts d'Arrée Communauté              | 27,40            | 338 (2022)                        | 12                 | modifier les données · modifier les données |
| Lothey                      | 29142      | 29190       | Châteaulin     | Briec                                   | CC de Pleyben-Châteaulin-Porzay          | 13,48            | 444 (2022)                        | 33                 | modifier les données · modifier les données |
| Mahalon                     | 29143      | 29790       | Quimper        | Douarnenez                              | CC Cap Sizun - Pointe du Raz             | 21,39            | 1 010 (2022)                      | 47                 | modifier les données · modifier les données |
| La Martyre                  | 29144      | 29800       | Brest          | Pont-de-Buis-lès-Quimerch               | CA du pays de Landerneau-Daoulas         | 18,01            | 756 (2022)                        | 42                 | modifier les données · modifier les données |
| Melgven                     | 29146      | 29140       | Quimper        | Concarneau                              | CA Concarneau Cornouaille Agglomération  | 51,17            | 3 388 (2022)                      | 66                 | modifier les données · modifier les données |
| Mellac                      | 29147      | 29300       | Quimper        | Quimperlé                               | CA Quimperlé Communauté                  | 26,38            | 3 371 (2022)                      | 128                | modifier les données · modifier les données |
| Mespaul                     | 29148      | 29420       | Morlaix        | Saint-Pol-de-Léon                       | CC Haut-Léon Communauté                  | 11,48            | 935 (2022)                        | 81                 | modifier les données · modifier les données |
| Milizac-Guipronvel          | 29076      | 29290       | Brest          | Saint-Renan                             | CC Pays d'Iroise Communauté              | 41,62            | 4 733 (2022)                      | 114                | modifier les données · modifier les données |
| Moëlan-sur-Mer              | 29150      | 29350       | Quimper        | Moëlan-sur-Mer                          | CA Quimperlé Communauté                  | 47,30            | 6 763 (2022)                      | 143                | modifier les données · modifier les données |
| Morlaix                     | 29151      | 29600       | Morlaix        | Morlaix                                 | CA Morlaix Communauté                    | 24,82            | 15 220 (2022)                     | 613                | modifier les données · modifier les données |
| Motreff                     | 29152      | 29270       | Châteaulin     | Carhaix-Plouguer                        | CC Poher communauté                      | 21,59            | 679 (2022)                        | 31                 | modifier les données · modifier les données |
| Névez                       | 29153      | 29920       | Quimper        | Moëlan-sur-Mer                          | CA Concarneau Cornouaille Agglomération  | 25,37            | 2 721 (2022)                      | 107                | modifier les données · modifier les données |
| Ouessant                    | 29155      | 29242       | Brest          | Saint-Renan                             | -                                        | 15,58            | 854 (2022)                        | 55                 | modifier les données · modifier les données |
| Pencran                     | 29156      | 29800       | Brest          | Landerneau                              | CA du pays de Landerneau-Daoulas         | 8,93             | 2 229 (2022)                      | 250                | modifier les données · modifier les données |
| Penmarch                    | 29158      | 29760       | Quimper        | Pont-l'Abbé                             | CC du Pays Bigouden Sud                  | 16,39            | 5 320 (2022)                      | 325                | modifier les données · modifier les données |
| Peumerit                    | 29159      | 29710       | Quimper        | Plonéour-Lanvern                        | CC du Haut Pays Bigouden                 | 19,59            | 903 (2022)                        | 46                 | modifier les données · modifier les données |
| Plabennec                   | 29160      | 29860       | Brest          | Plabennec                               | CC du pays des Abers                     | 50,43            | 8 633 (2022)                      | 171                | modifier les données · modifier les données |
| Pleuven                     | 29161      | 29170       | Quimper        | Fouesnant                               | CC du Pays fouesnantais                  | 13,69            | 3 298 (2022)                      | 241                | modifier les données · modifier les données |
| Pleyben                     | 29162      | 29190       | Châteaulin     | Briec                                   | CC de Pleyben-Châteaulin-Porzay          | 76,04            | 3 649 (2022)                      | 48                 | modifier les données · modifier les données |
| Pleyber-Christ              | 29163      | 29410       | Morlaix        | Morlaix                                 | CA Morlaix Communauté                    | 45,47            | 3 175 (2022)                      | 70                 | modifier les données · modifier les données |
| Plobannalec-Lesconil        | 29165      | 29740       | Quimper        | Pont-l'Abbé                             | CC du Pays Bigouden Sud                  | 18,17            | 3 694 (2022)                      | 203                | modifier les données · modifier les données |
| Ploéven                     | 29166      | 29550       | Châteaulin     | Crozon                                  | CC de Pleyben-Châteaulin-Porzay          | 13,11            | 534 (2022)                        | 41                 | modifier les données · modifier les données |
| Plogastel-Saint-Germain     | 29167      | 29710       | Quimper        | Plonéour-Lanvern                        | CC du Haut Pays Bigouden                 | 31,39            | 2 016 (2022)                      | 64                 | modifier les données · modifier les données |
| Plogoff                     | 29168      | 29770       | Quimper        | Douarnenez                              | CC Cap Sizun - Pointe du Raz             | 11,73            | 1 166 (2022)                      | 99                 | modifier les données · modifier les données |
| Plogonnec                   | 29169      | 29180       | Quimper        | Quimper-1                               | CA Quimper Bretagne occidentale          | 54,14            | 3 223 (2022)                      | 60                 | modifier les données · modifier les données |
| Plomelin                    | 29170      | 29700       | Quimper        | Quimper-1                               | CA Quimper Bretagne occidentale          | 26,08            | 4 216 (2022)                      | 162                | modifier les données · modifier les données |
| Plomeur                     | 29171      | 29120       | Quimper        | Plonéour-Lanvern                        | CC du Pays Bigouden Sud                  | 29,69            | 3 877 (2022)                      | 131                | modifier les données · modifier les données |
| Plomodiern                  | 29172      | 29550       | Châteaulin     | Crozon                                  | CC de Pleyben-Châteaulin-Porzay          | 46,74            | 2 254 (2022)                      | 48                 | modifier les données · modifier les données |
| Plonéis                     | 29173      | 29710       | Quimper        | Quimper-1                               | CA Quimper Bretagne occidentale          | 21,99            | 2 405 (2022)                      | 109                | modifier les données · modifier les données |
| Plonéour-Lanvern            | 29174      | 29720       | Quimper        | Plonéour-Lanvern                        | CC du Haut Pays Bigouden                 | 48,91            | 6 403 (2022)                      | 131                | modifier les données · modifier les données |
| Plonévez-du-Faou            | 29175      | 29530       | Châteaulin     | Carhaix-Plouguer                        | CC de Haute Cornouaille                  | 80,73            | 2 174 (2022)                      | 27                 | modifier les données · modifier les données |
| Plonévez-Porzay             | 29176      | 29550       | Châteaulin     | Crozon                                  | CC de Pleyben-Châteaulin-Porzay          | 29,23            | 1 783 (2022)                      | 61                 | modifier les données · modifier les données |
| Plouarzel                   | 29177      | 29810       | Brest          | Saint-Renan                             | CC Pays d'Iroise Communauté              | 42,83            | 3 987 (2022)                      | 93                 | modifier les données · modifier les données |
| Ploudalmézeau               | 29178      | 29830       | Brest          | Plabennec                               | CC Pays d'Iroise Communauté              | 23,18            | 6 440 (2022)                      | 278                | modifier les données · modifier les données |
| Ploudaniel                  | 29179      | 29260       | Brest          | Lesneven                                | CC Communauté Lesneven Côte des Légendes | 46,28            | 3 738 (2022)                      | 81                 | modifier les données · modifier les données |
| Ploudiry                    | 29180      | 29800       | Brest          | Pont-de-Buis-lès-Quimerch               | CA du pays de Landerneau-Daoulas         | 27,19            | 879 (2022)                        | 32                 | modifier les données · modifier les données |
| Plouédern                   | 29181      | 29800       | Brest          | Landerneau                              | CA du pays de Landerneau-Daoulas         | 19,62            | 3 062 (2022)                      | 156                | modifier les données · modifier les données |
| Plouégat-Guérand            | 29182      | 29620       | Morlaix        | Plouigneau                              | CA Morlaix Communauté                    | 17,29            | 1 058 (2022)                      | 61                 | modifier les données · modifier les données |
| Plouégat-Moysan             | 29183      | 29650       | Morlaix        | Plouigneau                              | CA Morlaix Communauté                    | 14,97            | 720 (2022)                        | 48                 | modifier les données · modifier les données |
| Plouénan                    | 29184      | 29420       | Morlaix        | Saint-Pol-de-Léon                       | CC Haut-Léon Communauté                  | 30,64            | 2 588 (2022)                      | 84                 | modifier les données · modifier les données |
| Plouescat                   | 29185      | 29430       | Morlaix        | Saint-Pol-de-Léon                       | CC Haut-Léon Communauté                  | 14,79            | 3 549 (2022)                      | 240                | modifier les données · modifier les données |
| Plouezoc'h                  | 29186      | 29252       | Morlaix        | Plouigneau                              | CA Morlaix Communauté                    | 15,83            | 1 640 (2022)                      | 104                | modifier les données · modifier les données |
| Plougar                     | 29187      | 29440       | Morlaix        | Landivisiau                             | CC du Pays de Landivisiau                | 17,48            | 790 (2022)                        | 45                 | modifier les données · modifier les données |
| Plougasnou                  | 29188      | 29630       | Morlaix        | Plouigneau                              | CA Morlaix Communauté                    | 33,94            | 3 035 (2022)                      | 89                 | modifier les données · modifier les données |
| Plougastel-Daoulas          | 29189      | 29470       | Brest          | Guipavas                                | Brest Métropole                          | 46,83            | 13 431 (2022)                     | 287                | modifier les données · modifier les données |
| Plougonvelin                | 29190      | 29217       | Brest          | Saint-Renan                             | CC Pays d'Iroise Communauté              | 18,69            | 4 520 (2022)                      | 242                | modifier les données · modifier les données |
| Plougonven                  | 29191      | 29640       | Morlaix        | Plouigneau                              | CA Morlaix Communauté                    | 69,32            | 3 398 (2022)                      | 49                 | modifier les données · modifier les données |
| Plougoulm                   | 29192      | 29250       | Morlaix        | Saint-Pol-de-Léon                       | CC Haut-Léon Communauté                  | 18,37            | 1 761 (2022)                      | 96                 | modifier les données · modifier les données |
| Plougourvest                | 29193      | 29400       | Morlaix        | Landivisiau                             | CC du Pays de Landivisiau                | 14,07            | 1 486 (2022)                      | 106                | modifier les données · modifier les données |
| Plouguerneau                | 29195      | 29880       | Brest          | Lesneven                                | CC du pays des Abers                     | 43,33            | 6 719 (2022)                      | 155                | modifier les données · modifier les données |
| Plouguin                    | 29196      | 29830       | Brest          | Plabennec                               | CC du pays des Abers                     | 31,02            | 2 236 (2022)                      | 72                 | modifier les données · modifier les données |
| Plouhinec                   | 29197      | 29780       | Quimper        | Douarnenez                              | CC Cap Sizun - Pointe du Raz             | 28,05            | 3 923 (2022)                      | 140                | modifier les données · modifier les données |
| Plouider                    | 29198      | 29260       | Brest          | Lesneven                                | CC Communauté Lesneven Côte des Légendes | 23,63            | 1 801 (2022)                      | 76                 | modifier les données · modifier les données |
| Plouigneau                  | 29199      | 29610 29650 | Morlaix        | Plouigneau                              | CA Morlaix Communauté                    | 64,82            | 5 039 (2022)                      | 78                 | modifier les données · modifier les données |
| Ploumoguer                  | 29201      | 29810       | Brest          | Saint-Renan                             | CC Pays d'Iroise Communauté              | 38,93            | 2 097 (2022)                      | 54                 | modifier les données · modifier les données |
| Plounéour-Brignogan-plages  | 29021      | 29890       | Brest          | Lesneven                                | CC Communauté Lesneven Côte des Légendes | 14,28            | 1 955 (2022)                      | 137                | modifier les données · modifier les données |
| Plounéour-Ménez             | 29202      | 29410       | Morlaix        | Morlaix                                 | CA Morlaix Communauté                    | 51,74            | 1 298 (2022)                      | 25                 | modifier les données · modifier les données |
| Plounéventer                | 29204      | 29400       | Morlaix        | Landivisiau                             | CC du Pays de Landivisiau                | 27,28            | 2 212 (2022)                      | 81                 | modifier les données · modifier les données |
| Plounévez-Lochrist          | 29206      | 29430       | Morlaix        | Saint-Pol-de-Léon                       | CC Haut-Léon Communauté                  | 39,54            | 2 285 (2022)                      | 58                 | modifier les données · modifier les données |
| Plounévézel                 | 29205      | 29270       | Châteaulin     | Carhaix-Plouguer                        | CC Poher communauté                      | 24,42            | 1 153 (2022)                      | 47                 | modifier les données · modifier les données |
| Plourin                     | 29208      | 29830       | Brest          | Saint-Renan                             | CC Pays d'Iroise Communauté              | 25,69            | 1 263 (2022)                      | 49                 | modifier les données · modifier les données |
| Plourin-lès-Morlaix         | 29207      | 29600       | Morlaix        | Plouigneau                              | CA Morlaix Communauté                    | 40,92            | 4 529 (2022)                      | 111                | modifier les données · modifier les données |
| Plouvien                    | 29209      | 29860       | Brest          | Plabennec                               | CC du pays des Abers                     | 33,51            | 3 930 (2022)                      | 117                | modifier les données · modifier les données |
| Plouvorn                    | 29210      | 29420       | Morlaix        | Landivisiau                             | CC du Pays de Landivisiau                | 35,44            | 2 932 (2022)                      | 83                 | modifier les données · modifier les données |
| Plouyé                      | 29211      | 29690       | Châteaulin     | Carhaix-Plouguer                        | CC Monts d'Arrée Communauté              | 37,55            | 669 (2022)                        | 18                 | modifier les données · modifier les données |
| Plouzané                    | 29212      | 29280       | Brest          | Brest-3                                 | Brest Métropole                          | 33,14            | 13 437 (2022)                     | 405                | modifier les données · modifier les données |
| Plouzévédé                  | 29213      | 29440       | Morlaix        | Landivisiau                             | CC du Pays de Landivisiau                | 18,51            | 1 856 (2022)                      | 100                | modifier les données · modifier les données |
| Plovan                      | 29214      | 29720       | Quimper        | Plonéour-Lanvern                        | CC du Haut Pays Bigouden                 | 15,75            | 682 (2022)                        | 43                 | modifier les données · modifier les données |
| Plozévet                    | 29215      | 29710       | Quimper        | Plonéour-Lanvern                        | CC du Haut Pays Bigouden                 | 27,18            | 2 963 (2022)                      | 109                | modifier les données · modifier les données |
| Pluguffan                   | 29216      | 29700       | Quimper        | Quimper-1                               | CA Quimper Bretagne occidentale          | 32,09            | 4 229 (2022)                      | 132                | modifier les données · modifier les données |
| Pont-Aven                   | 29217      | 29930       | Quimper        | Moëlan-sur-Mer                          | CA Concarneau Cornouaille Agglomération  | 28,63            | 2 796 (2022)                      | 98                 | modifier les données · modifier les données |
| Pont-Croix                  | 29218      | 29790       | Quimper        | Douarnenez                              | CC Cap Sizun - Pointe du Raz             | 8,09             | 1 635 (2022)                      | 202                | modifier les données · modifier les données |
| Pont-de-Buis-lès-Quimerch   | 29302      | 29590       | Châteaulin     | Pont-de-Buis-lès-Quimerch               | CC Presqu'île de Crozon-Aulne maritime   | 41,39            | 3 571 (2022)                      | 86                 | modifier les données · modifier les données |
| Pont-l'Abbé                 | 29220      | 29120       | Quimper        | Pont-l'Abbé                             | CC du Pays Bigouden Sud                  | 18,21            | 8 403 (2022)                      | 461                | modifier les données · modifier les données |
| Porspoder                   | 29221      | 29840       | Brest          | Saint-Renan                             | CC Pays d'Iroise Communauté              | 11,29            | 1 761 (2022)                      | 156                | modifier les données · modifier les données |
| Port-Launay                 | 29222      | 29150       | Châteaulin     | Crozon                                  | CC de Pleyben-Châteaulin-Porzay          | 2,00             | 396 (2022)                        | 198                | modifier les données · modifier les données |
| Pouldergat                  | 29224      | 29100       | Quimper        | Douarnenez                              | CC Douarnenez Communauté                 | 24,39            | 1 213 (2022)                      | 50                 | modifier les données · modifier les données |
| Pouldreuzic                 | 29225      | 29710       | Quimper        | Plonéour-Lanvern                        | CC du Haut Pays Bigouden                 | 16,75            | 2 128 (2022)                      | 127                | modifier les données · modifier les données |
| Poullan-sur-Mer             | 29226      | 29100       | Quimper        | Douarnenez                              | CC Douarnenez Communauté                 | 30,35            | 1 460 (2022)                      | 48                 | modifier les données · modifier les données |
| Poullaouen                  | 29227      | 29246 29690 | Châteaulin     | Carhaix-Plouguer                        | CC Poher communauté                      | 88,56            | 1 466 (2022)                      | 17                 | modifier les données · modifier les données |
| Primelin                    | 29228      | 29770       | Quimper        | Douarnenez                              | CC Cap Sizun - Pointe du Raz             | 8,67             | 641 (2022)                        | 74                 | modifier les données · modifier les données |
| Quéménéven                  | 29229      | 29180       | Quimper        | Crozon                                  | CA Quimper Bretagne occidentale          | 28,21            | 1 116 (2022)                      | 40                 | modifier les données · modifier les données |
| Querrien                    | 29230      | 29310       | Quimper        | Quimperlé                               | CA Quimperlé Communauté                  | 54,01            | 1 654 (2022)                      | 31                 | modifier les données · modifier les données |
| Quimperlé                   | 29233      | 29300       | Quimper        | Quimperlé                               | CA Quimperlé Communauté                  | 31,73            | 12 444 (2022)                     | 392                | modifier les données · modifier les données |
| Rédené                      | 29234      | 29300       | Quimper        | Quimperlé                               | CA Quimperlé Communauté                  | 24,49            | 2 999 (2022)                      | 122                | modifier les données · modifier les données |
| Le Relecq-Kerhuon           | 29235      | 29480       | Brest          | Guipavas                                | Brest Métropole                          | 6,43             | 11 837 (2022)                     | 1 841              | modifier les données · modifier les données |
| Riec-sur-Bélon              | 29236      | 29340       | Quimper        | Moëlan-sur-Mer                          | CA Quimperlé Communauté                  | 54,64            | 4 374 (2022)                      | 80                 | modifier les données · modifier les données |
| La Roche-Maurice            | 29237      | 29800       | Brest          | Landerneau                              | CA du pays de Landerneau-Daoulas         | 12,04            | 1 865 (2022)                      | 155                | modifier les données · modifier les données |
| Roscanvel                   | 29238      | 29570       | Châteaulin     | Crozon                                  | CC Presqu'île de Crozon-Aulne maritime   | 9,08             | 825 (2022)                        | 91                 | modifier les données · modifier les données |
| Roscoff                     | 29239      | 29680       | Morlaix        | Saint-Pol-de-Léon                       | CC Haut-Léon Communauté                  | 6,19             | 3 318 (2022)                      | 536                | modifier les données · modifier les données |
| Rosnoën                     | 29240      | 29590       | Châteaulin     | Pont-de-Buis-lès-Quimerch               | CC Presqu'île de Crozon-Aulne maritime   | 33,64            | 993 (2022)                        | 30                 | modifier les données · modifier les données |
| Rosporden                   | 29241      | 29140       | Quimper        | Concarneau                              | CA Concarneau Cornouaille Agglomération  | 57,37            | 7 580 (2022)                      | 132                | modifier les données · modifier les données |
| Saint-Coulitz               | 29243      | 29150       | Châteaulin     | Crozon                                  | CC de Pleyben-Châteaulin-Porzay          | 11,22            | 471 (2022)                        | 42                 | modifier les données · modifier les données |
| Saint-Derrien               | 29244      | 29440       | Morlaix        | Landivisiau                             | CC du Pays de Landivisiau                | 12,28            | 846 (2022)                        | 69                 | modifier les données · modifier les données |
| Saint-Divy                  | 29245      | 29800       | Brest          | Landerneau                              | CA du pays de Landerneau-Daoulas         | 8,52             | 1 602 (2022)                      | 188                | modifier les données · modifier les données |
| Saint-Eloy                  | 29246      | 29460       | Brest          | Pont-de-Buis-lès-Quimerch               | CA du pays de Landerneau-Daoulas         | 12,42            | 221 (2022)                        | 18                 | modifier les données · modifier les données |
| Saint-Évarzec               | 29247      | 29170       | Quimper        | Fouesnant                               | CC du Pays fouesnantais                  | 24,65            | 3 491 (2022)                      | 142                | modifier les données · modifier les données |
| Saint-Frégant               | 29248      | 29260       | Brest          | Lesneven                                | CC Communauté Lesneven Côte des Légendes | 8,41             | 870 (2022)                        | 103                | modifier les données · modifier les données |
| Saint-Goazec                | 29249      | 29520       | Châteaulin     | Briec                                   | CC de Haute Cornouaille                  | 33,76            | 730 (2022)                        | 22                 | modifier les données · modifier les données |
| Saint-Hernin                | 29250      | 29270       | Châteaulin     | Carhaix-Plouguer                        | CC Poher communauté                      | 29,29            | 735 (2022)                        | 25                 | modifier les données · modifier les données |
| Saint-Jean-du-Doigt         | 29251      | 29630       | Morlaix        | Plouigneau                              | CA Morlaix Communauté                    | 19,81            | 683 (2022)                        | 34                 | modifier les données · modifier les données |
| Saint-Jean-Trolimon         | 29252      | 29120       | Quimper        | Plonéour-Lanvern                        | CC du Pays Bigouden Sud                  | 14,68            | 973 (2022)                        | 66                 | modifier les données · modifier les données |
| Saint-Martin-des-Champs     | 29254      | 29600       | Morlaix        | Morlaix                                 | CA Morlaix Communauté                    | 15,70            | 4 792 (2022)                      | 305                | modifier les données · modifier les données |
| Saint-Méen                  | 29255      | 29260       | Brest          | Lesneven                                | CC Communauté Lesneven Côte des Légendes | 11,74            | 941 (2022)                        | 80                 | modifier les données · modifier les données |
| Saint-Nic                   | 29256      | 29550       | Châteaulin     | Crozon                                  | CC de Pleyben-Châteaulin-Porzay          | 18,03            | 756 (2022)                        | 42                 | modifier les données · modifier les données |
| Saint-Pabu                  | 29257      | 29830       | Brest          | Plabennec                               | CC du pays des Abers                     | 9,94             | 2 078 (2022)                      | 209                | modifier les données · modifier les données |
| Saint-Pol-de-Léon           | 29259      | 29250       | Morlaix        | Saint-Pol-de-Léon                       | CC Haut-Léon Communauté                  | 23,43            | 6 841 (2022)                      | 292                | modifier les données · modifier les données |
| Saint-Renan                 | 29260      | 29290       | Brest          | Saint-Renan                             | CC Pays d'Iroise Communauté              | 13,31            | 8 454 (2022)                      | 635                | modifier les données · modifier les données |
| Saint-Rivoal                | 29261      | 29190       | Châteaulin     | Carhaix-Plouguer                        | CC Monts d'Arrée Communauté              | 18,69            | 220 (2022)                        | 12                 | modifier les données · modifier les données |
| Saint-Sauveur               | 29262      | 29400       | Morlaix        | Landivisiau                             | CC du Pays de Landivisiau                | 13,24            | 827 (2022)                        | 62                 | modifier les données · modifier les données |
| Saint-Ségal                 | 29263      | 29590       | Châteaulin     | Pont-de-Buis-lès-Quimerch               | CC de Pleyben-Châteaulin-Porzay          | 16,20            | 1 183 (2022)                      | 73                 | modifier les données · modifier les données |
| Saint-Servais               | 29264      | 29400       | Morlaix        | Landivisiau                             | CC du Pays de Landivisiau                | 10,29            | 789 (2022)                        | 77                 | modifier les données · modifier les données |
| Saint-Thégonnec Loc-Eguiner | 29266      | 29410       | Morlaix        | Morlaix                                 | CA Morlaix Communauté                    | 49,78            | 3 118 (2022)                      | 63                 | modifier les données · modifier les données |
| Saint-Thois                 | 29267      | 29520       | Châteaulin     | Briec                                   | CC de Haute Cornouaille                  | 18,10            | 709 (2022)                        | 39                 | modifier les données · modifier les données |
| Saint-Thonan                | 29268      | 29800       | Brest          | Landerneau                              | CA du pays de Landerneau-Daoulas         | 11,29            | 1 943 (2022)                      | 172                | modifier les données · modifier les données |
| Saint-Thurien               | 29269      | 29380       | Quimper        | Quimperlé                               | CA Quimperlé Communauté                  | 21,41            | 1 005 (2022)                      | 47                 | modifier les données · modifier les données |
| Saint-Urbain                | 29270      | 29800       | Brest          | Pont-de-Buis-lès-Quimerch               | CA du pays de Landerneau-Daoulas         | 15,21            | 1 669 (2022)                      | 110                | modifier les données · modifier les données |
| Saint-Vougay                | 29271      | 29440       | Morlaix        | Landivisiau                             | CC du Pays de Landivisiau                | 15,10            | 879 (2022)                        | 58                 | modifier les données · modifier les données |
| Saint-Yvi                   | 29272      | 29140       | Quimper        | Concarneau                              | CA Concarneau Cornouaille Agglomération  | 27,05            | 3 418 (2022)                      | 126                | modifier les données · modifier les données |
| Sainte-Sève                 | 29265      | 29600       | Morlaix        | Morlaix                                 | CA Morlaix Communauté                    | 9,98             | 1 060 (2022)                      | 106                | modifier les données · modifier les données |
| Santec                      | 29273      | 29250       | Morlaix        | Saint-Pol-de-Léon                       | CC Haut-Léon Communauté                  | 8,06             | 2 435 (2022)                      | 302                | modifier les données · modifier les données |
| Scaër                       | 29274      | 29390       | Quimper        | Moëlan-sur-Mer                          | CA Quimperlé Communauté                  | 117,58           | 5 197 (2022)                      | 44                 | modifier les données · modifier les données |
| Scrignac                    | 29275      | 29640       | Châteaulin     | Carhaix-Plouguer                        | CC Monts d'Arrée Communauté              | 70,94            | 781 (2022)                        | 11                 | modifier les données · modifier les données |
| Sibiril                     | 29276      | 29250       | Morlaix        | Saint-Pol-de-Léon                       | CC Haut-Léon Communauté                  | 11,47            | 1 154 (2022)                      | 101                | modifier les données · modifier les données |
| Sizun                       | 29277      | 29450       | Morlaix        | Landivisiau                             | CC du Pays de Landivisiau                | 58,14            | 2 334 (2022)                      | 40                 | modifier les données · modifier les données |
| Spézet                      | 29278      | 29540       | Châteaulin     | Carhaix-Plouguer                        | CC de Haute Cornouaille                  | 60,67            | 1 743 (2022)                      | 29                 | modifier les données · modifier les données |
| Taulé                       | 29279      | 29670       | Morlaix        | Morlaix                                 | CA Morlaix Communauté                    | 29,47            | 2 883 (2022)                      | 98                 | modifier les données · modifier les données |
| Telgruc-sur-Mer             | 29280      | 29560       | Châteaulin     | Crozon                                  | CC Presqu'île de Crozon-Aulne maritime   | 28,29            | 2 145 (2022)                      | 76                 | modifier les données · modifier les données |
| Tourch                      | 29281      | 29140       | Quimper        | Concarneau                              | CA Concarneau Cornouaille Agglomération  | 19,70            | 1 004 (2022)                      | 51                 | modifier les données · modifier les données |
| Trébabu                     | 29282      | 29217       | Brest          | Saint-Renan                             | CC Pays d'Iroise Communauté              | 4,36             | 365 (2022)                        | 84                 | modifier les données · modifier les données |
| Treffiagat                  | 29284      | 29730       | Quimper        | Pont-l'Abbé                             | CC du Pays Bigouden Sud                  | 8,10             | 2 438 (2022)                      | 301                | modifier les données · modifier les données |
| Tréflaouénan                | 29285      | 29440       | Morlaix        | Saint-Pol-de-Léon                       | CC Haut-Léon Communauté                  | 8,16             | 523 (2022)                        | 64                 | modifier les données · modifier les données |
| Tréflévénez                 | 29286      | 29800       | Brest          | Pont-de-Buis-lès-Quimerch               | CA du pays de Landerneau-Daoulas         | 9,65             | 247 (2022)                        | 26                 | modifier les données · modifier les données |
| Tréflez                     | 29287      | 29430       | Morlaix        | Saint-Pol-de-Léon                       | CC Haut-Léon Communauté                  | 15,76            | 984 (2022)                        | 62                 | modifier les données · modifier les données |
| Trégarantec                 | 29288      | 29260       | Brest          | Lesneven                                | CC Communauté Lesneven Côte des Légendes | 5,21             | 628 (2022)                        | 121                | modifier les données · modifier les données |
| Trégarvan                   | 29289      | 29560       | Châteaulin     | Crozon                                  | CC de Pleyben-Châteaulin-Porzay          | 9,68             | 127 (2022)                        | 13                 | modifier les données · modifier les données |
| Tréglonou                   | 29290      | 29870       | Brest          | Plabennec                               | CC du pays des Abers                     | 6,04             | 689 (2022)                        | 114                | modifier les données · modifier les données |
| Trégourez                   | 29291      | 29970       | Châteaulin     | Briec                                   | CC de Haute Cornouaille                  | 17,72            | 952 (2022)                        | 54                 | modifier les données · modifier les données |
| Tréguennec                  | 29292      | 29720       | Quimper        | Plonéour-Lanvern                        | CC du Pays Bigouden Sud                  | 9,61             | 312 (2022)                        | 32                 | modifier les données · modifier les données |
| Trégunc                     | 29293      | 29910       | Quimper        | Moëlan-sur-Mer                          | CA Concarneau Cornouaille Agglomération  | 50,61            | 7 094 (2022)                      | 140                | modifier les données · modifier les données |
| Le Tréhou                   | 29294      | 29450       | Brest          | Pont-de-Buis-lès-Quimerch               | CA du pays de Landerneau-Daoulas         | 22,79            | 636 (2022)                        | 28                 | modifier les données · modifier les données |
| Trémaouézan                 | 29295      | 29800       | Brest          | Landerneau                              | CA du pays de Landerneau-Daoulas         | 8,30             | 492 (2022)                        | 59                 | modifier les données · modifier les données |
| Tréméoc                     | 29296      | 29120       | Quimper        | Plonéour-Lanvern                        | CC du Pays Bigouden Sud                  | 11,66            | 1 506 (2022)                      | 129                | modifier les données · modifier les données |
| Tréméven                    | 29297      | 29300       | Quimper        | Quimperlé                               | CA Quimperlé Communauté                  | 15,42            | 2 378 (2022)                      | 154                | modifier les données · modifier les données |
| Tréogat                     | 29298      | 29720       | Quimper        | Plonéour-Lanvern                        | CC du Haut Pays Bigouden                 | 9,85             | 579 (2022)                        | 59                 | modifier les données · modifier les données |
| Tréouergat                  | 29299      | 29290       | Brest          | Saint-Renan                             | CC Pays d'Iroise Communauté              | 6,10             | 325 (2022)                        | 53                 | modifier les données · modifier les données |
| Le Trévoux                  | 29300      | 29380       | Quimper        | Moëlan-sur-Mer                          | CA Quimperlé Communauté                  | 20,83            | 1 611 (2022)                      | 77                 | modifier les données · modifier les données |
| Trézilidé                   | 29301      | 29440       | Morlaix        | Landivisiau                             | CC du Pays de Landivisiau                | 4,60             | 403 (2022)                        | 88                 | modifier les données · modifier les données |
| Finistère                   | 29         |             |                |                                         |                                          | 6 733,00         | 927 912 (2022)                    | 138                | modifier les données                        |